# Sacrifício de Isaac (Caravaggio)

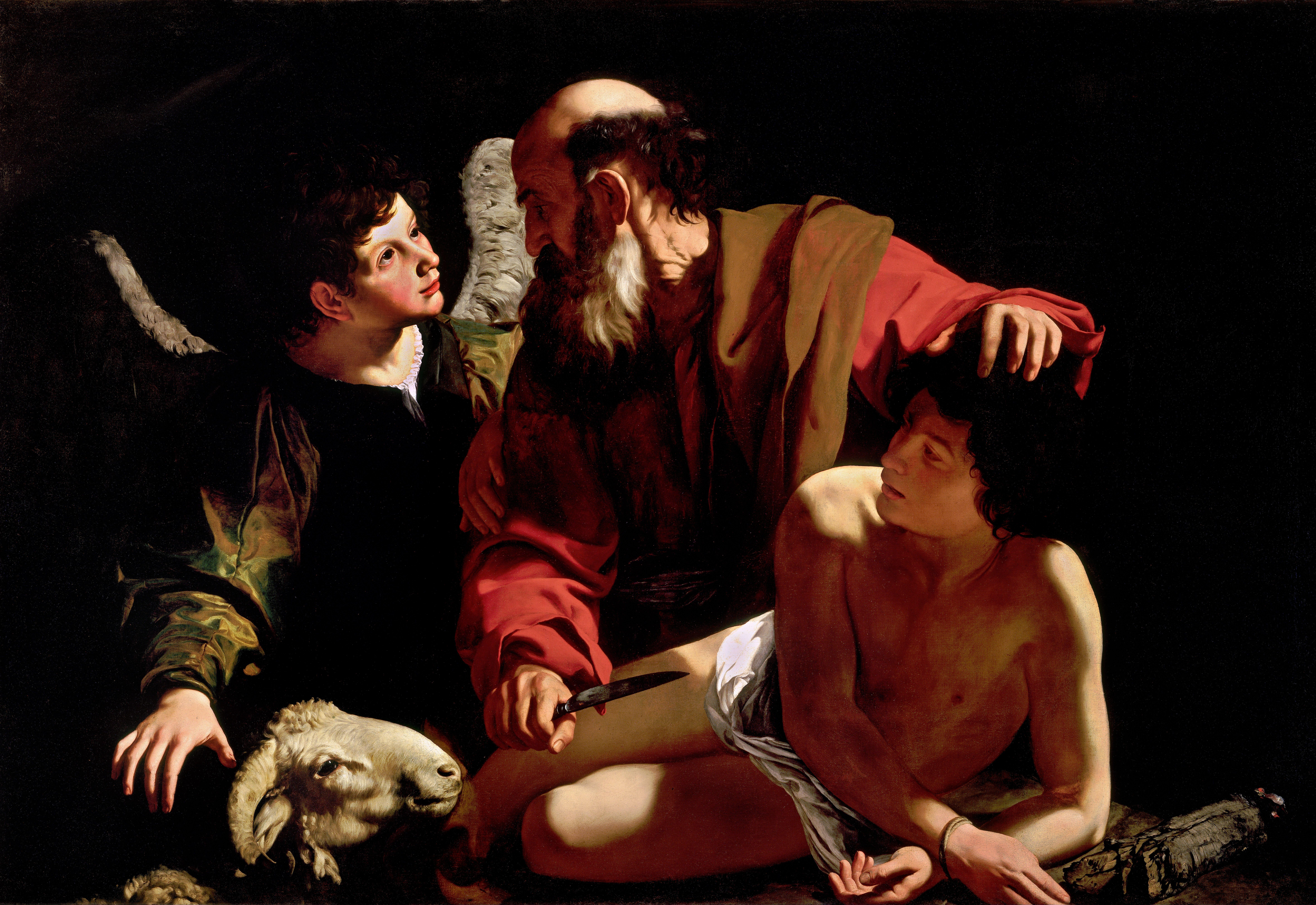
Sacrifício de Isaac - Caravaggio (c. 1603)

O Sacrifício de Isaac é o título de duas pinturas de c. 1598 - 1603 que retratam o Sacrifício de Isaac. As pinturas poderiam ser pintadas pelo mestre italiano Caravaggio (1571-1610), mas também há fortes evidências de que podem ter sido obra de Bartolomeo Cavarozzi, um talentoso seguidor de Caravaggio que é conhecido por ter estado na Espanha por volta de 1617-1619.